# Tinea porphyropa
Tinea porphyropa är en fjärilsart som beskrevs av Edward Meyrick 1927. Tinea porphyropa ingår i släktet Tinea och familjen äkta malar. Inga underarter finns listade i Catalogue of Life.